# Bahnhof Berlin Frankfurter Allee
Bahnhof Berlin Frankfurter Allee är en järnvägsstation trafikerad av Berlins pendeltåg och Berlins tunnelbanas linje U5.
Platsen användes som järnvägsstation första gången 1872 under namnet Friedrichsberg. 1891 öppnades den nuvarande stationsbyggnaden i tegel under namnet Bahnhof Frankfurter Allee. Här fanns tidigare även en godsjärnvägsstation och på järnvägsområdet skapades Östtysklands första containerterminal 1966–1970. Godsterminalen lades ned 1999.
Tunnelbanestationen invigdes 1930 som Frankfurter Allee (Ringbahn) och utformades av Alfred Grenander. Stationen färg är röd med ursprungligen rött kakel på väggarna. Efter att ha ersatts av orangea kakelplattor på 1980-talet är stationens väggar återigen röda efter en sanering 2004.
Berlins spårvägar ansluter med linjerna M13 och 16.

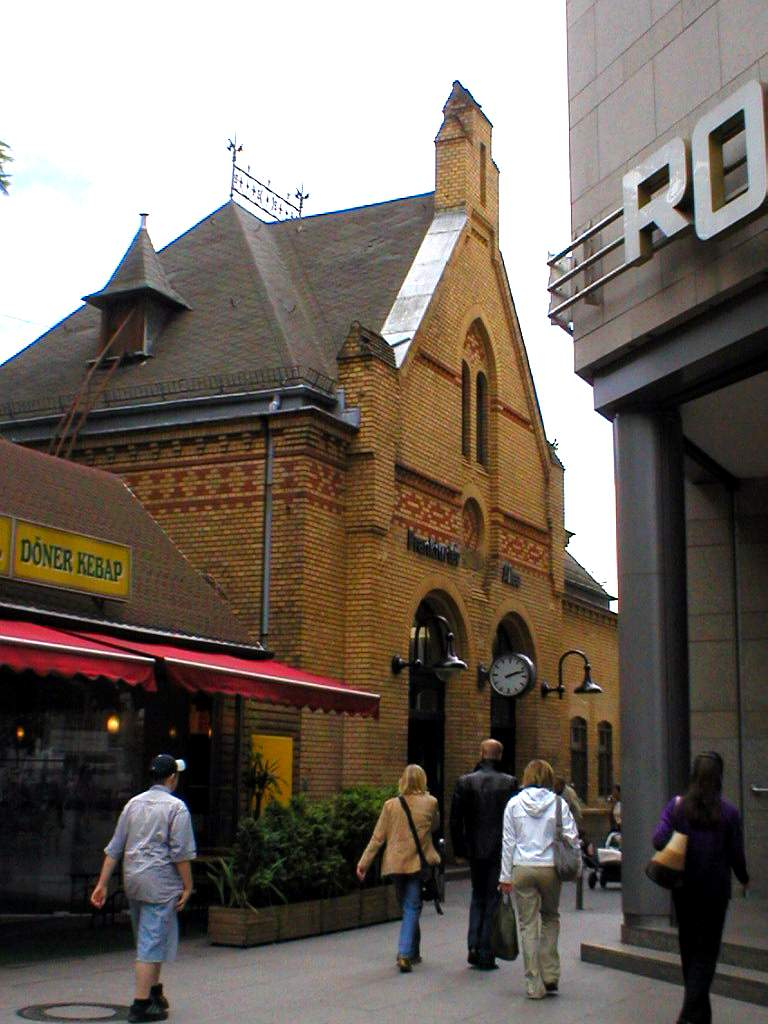
S-Bahn Frankfurter Allee
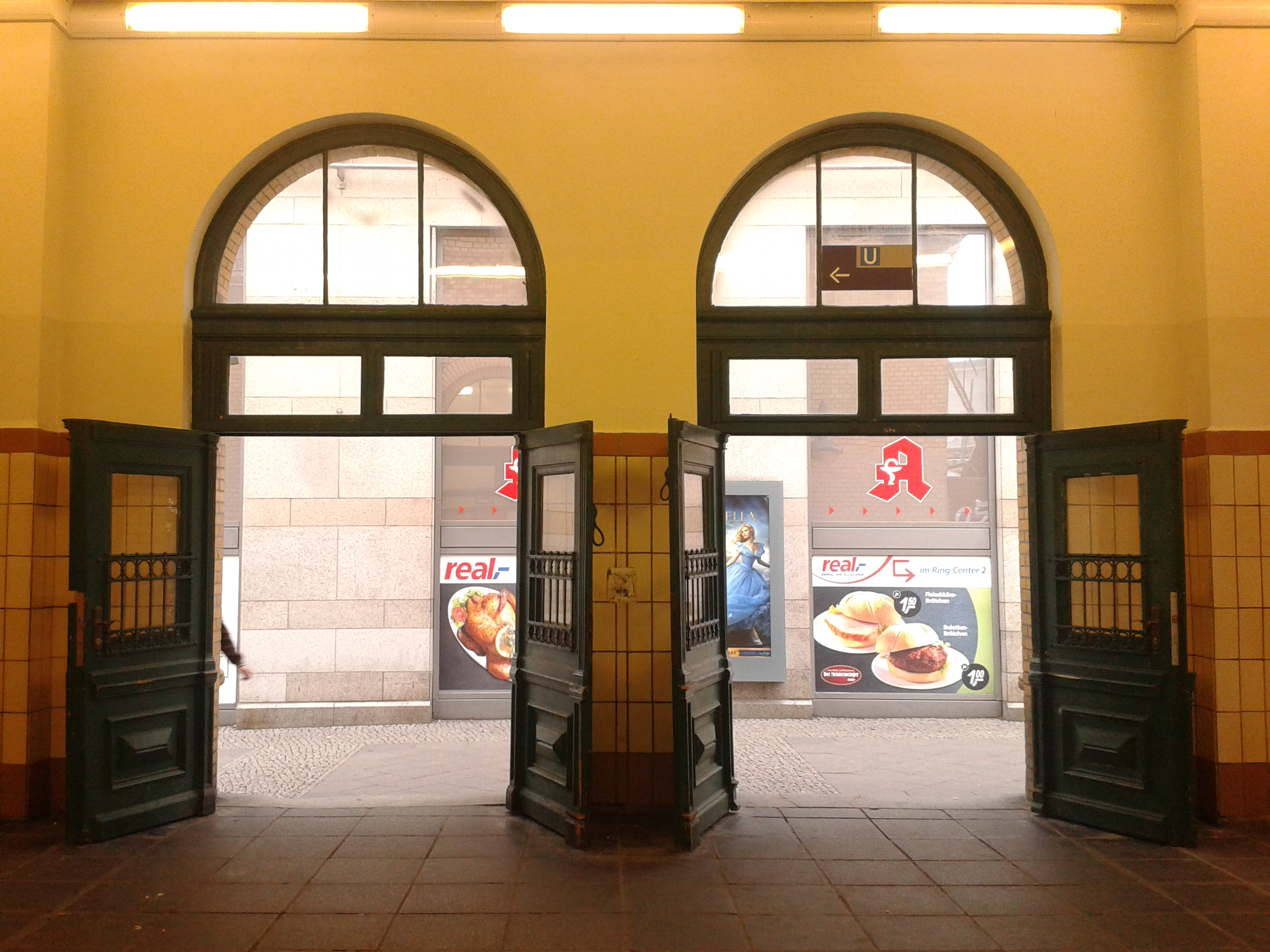
S-Bahn entré
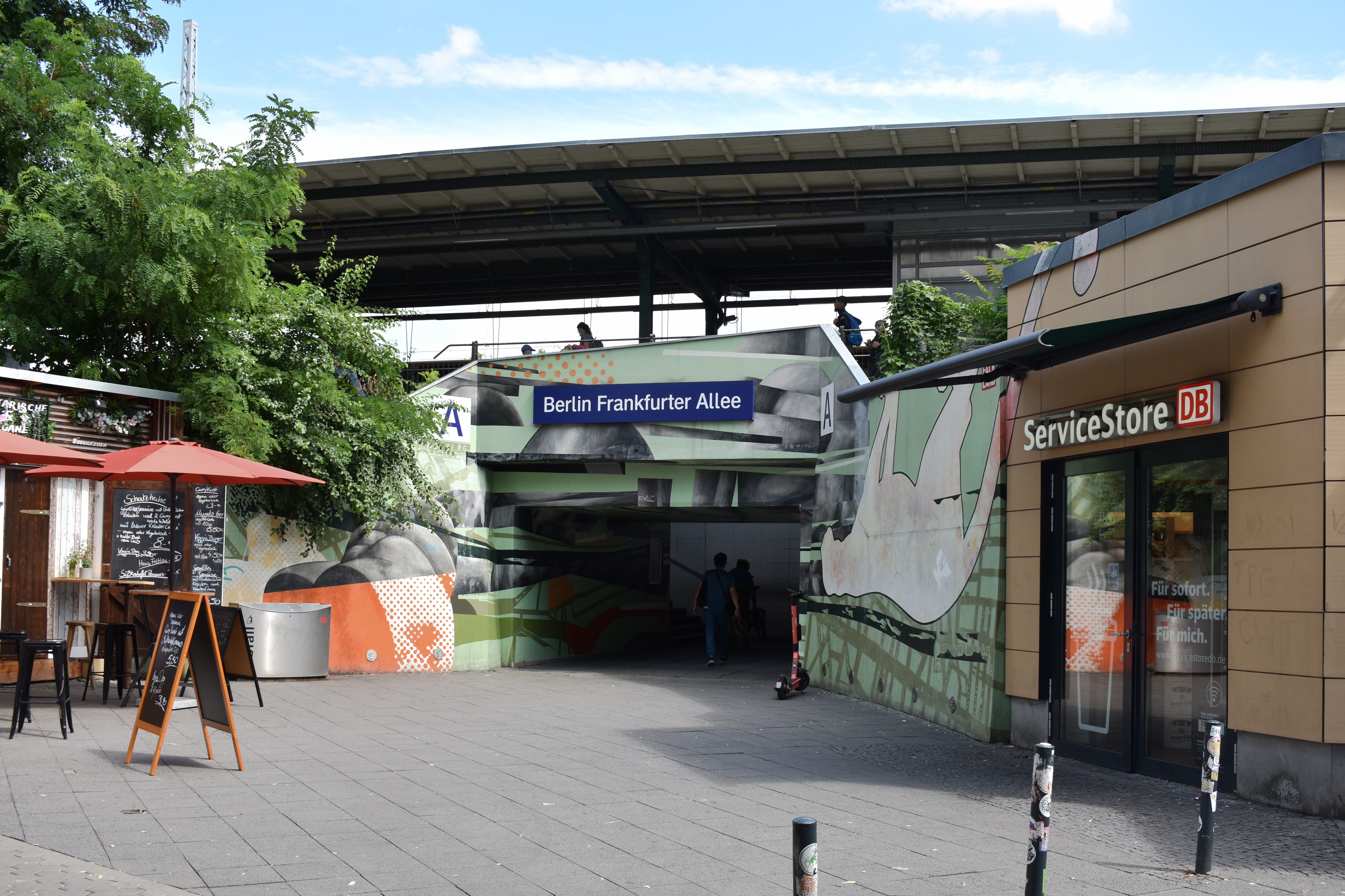
S-Bahn entré
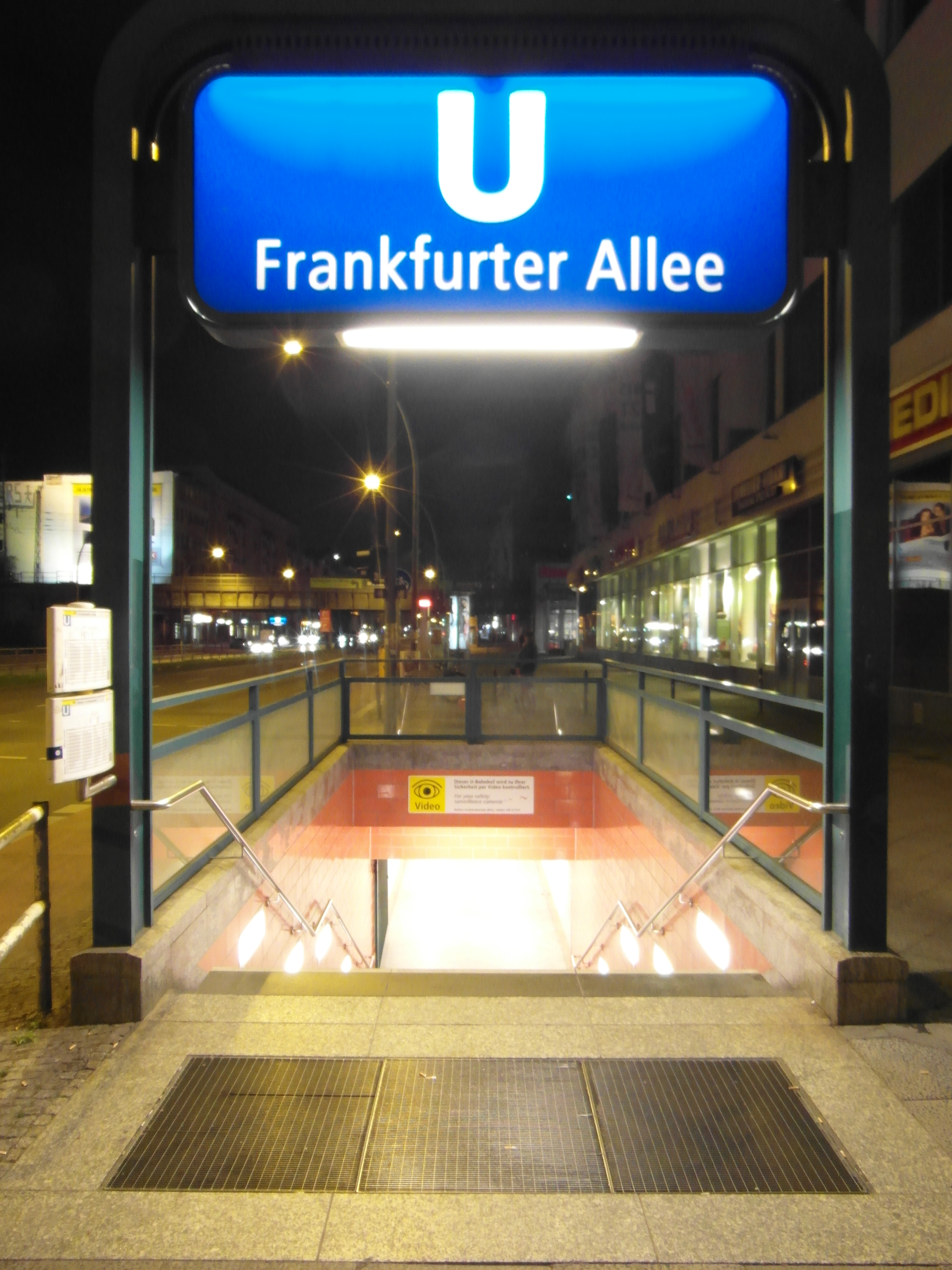
U-Bahn Frankfurter Allee
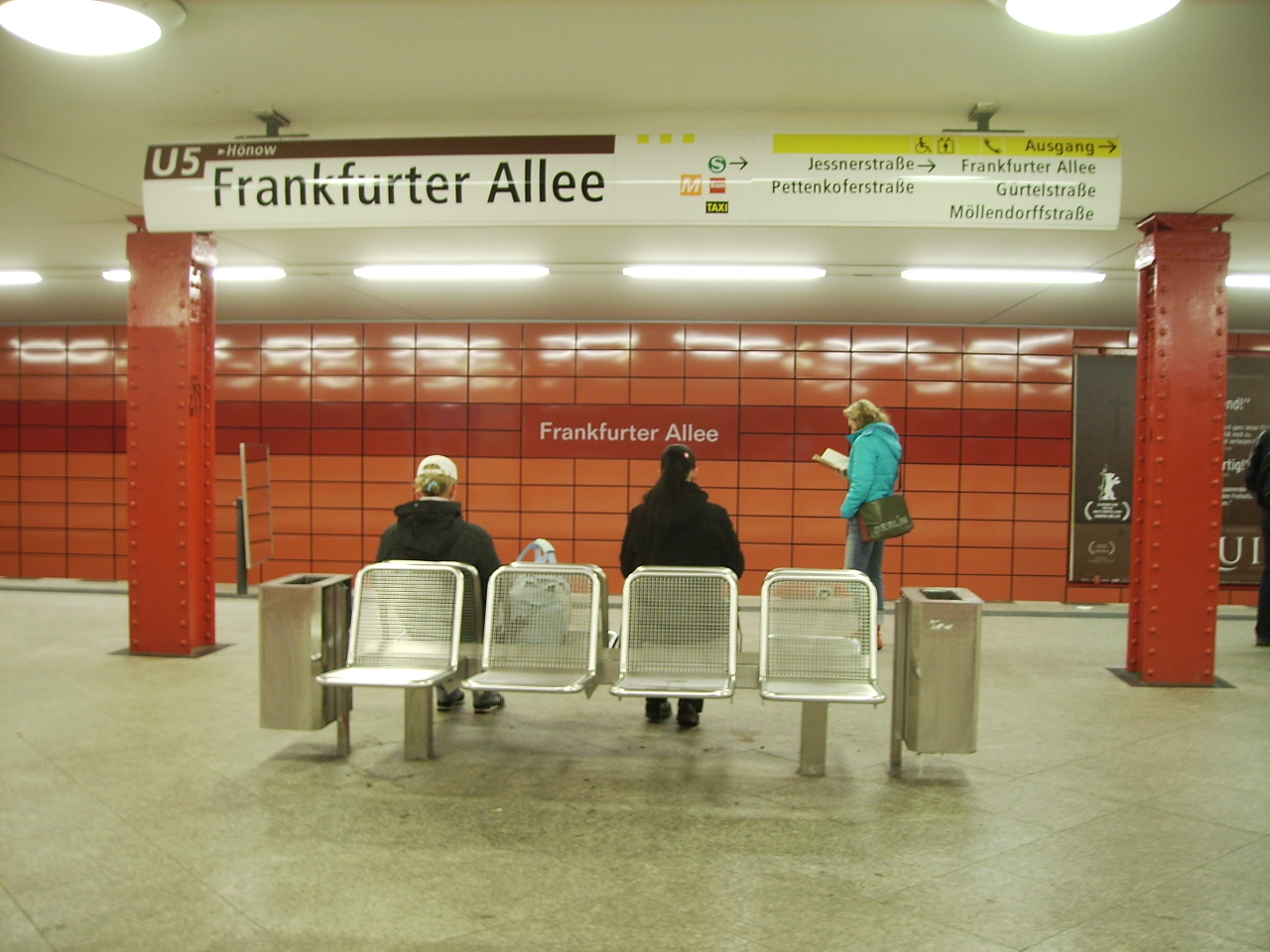
U-Bahn perrong
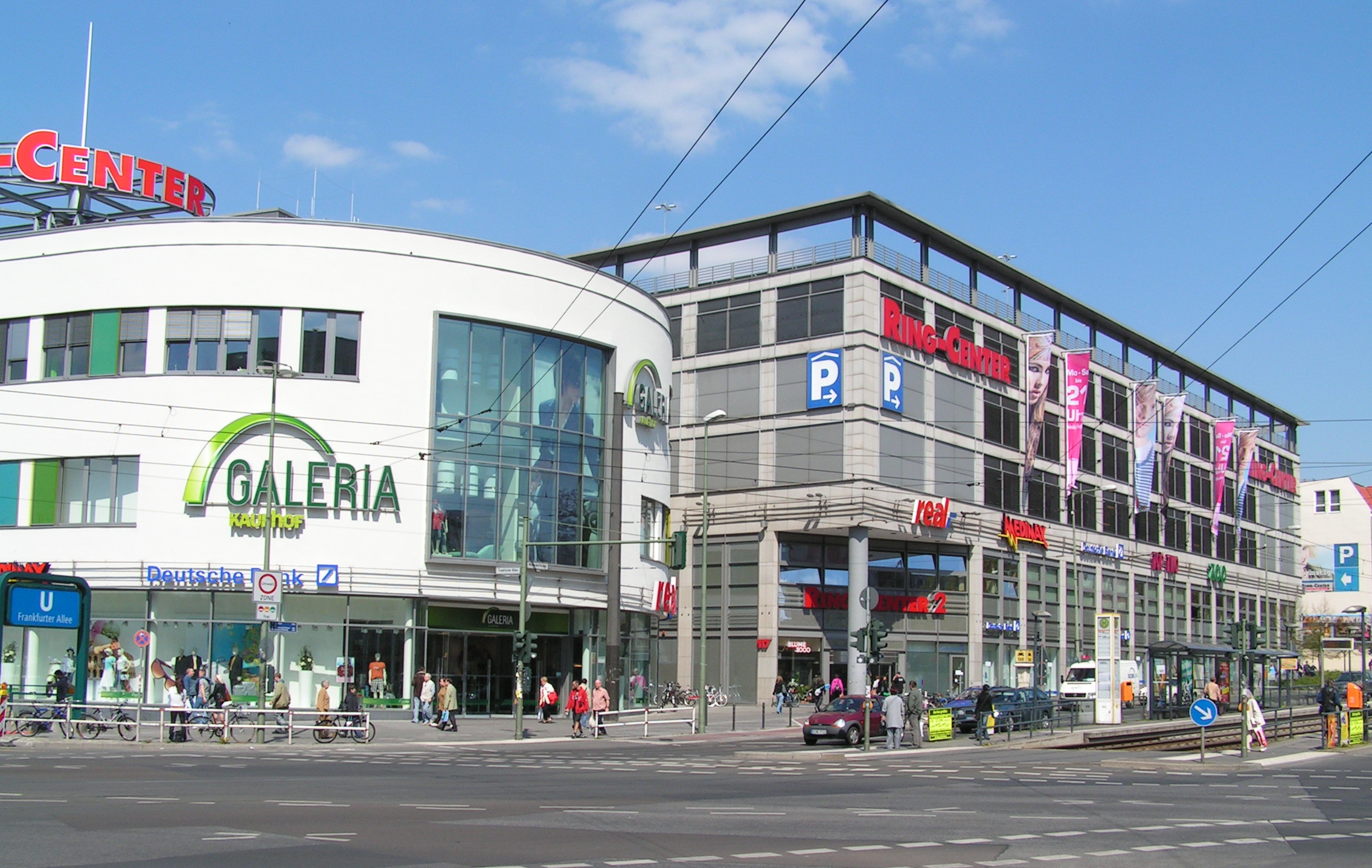
U-Bahnentré och spårvagnshållplats